# Boulevard de Stalingrad (Lyon)
Pour les articles homonymes, voir Boulevard de Stalingrad.
Le boulevard de Stalingrad est une voie faisant office de limite entre le 6e arrondissement de Lyon et Villeurbanne. Il est situé à l'est du parc de la Tête d'Or, qu'il longe. 

## Situation et accès
Le boulevard débute dans le prolongement du pont Raymond-Poincaré et du boulevard Laurent Bonnevay (Villeurbanne) et se termine au sud au croisement du cours Vitton. 
Déjà desservi par une piste cyclable longeant le parc et la voie ferrée, un projet de création lancé fin 2022 par la métropole de Lyon prévoit le passage par le boulevard d'une nouvelle piste cyclable entre le pont Raymond-Poincaré et l'avenue Berthelot. 

## Origine du nom
Ce boulevard porte le nom de la bataille à laquelle il est dédié : la Bataille de Stalingrad, qui a eu lieu du 11 juillet 1942 au 2 février 1943 et a opposé les forces de l'URSS à celles du Troisième Reich et ses alliés pour le contrôle de la ville de Stalingrad.

## Historique
Le boulevard Stalingrad était nommé précédemment le boulevard Pommerol (de 1885 à 1946). Son nom actuel lui a été attribué le 30 septembre 1946 par délibération du conseil municipal de Lyon et confirmé par la délibération du 24 mars 1947,. 

## Bâtiments remarquables et lieux de mémoire
On peut notamment trouver le long du boulevard Stalingrad :  
- Le parc de la Tête d'Or
- La Clinique du Parc (ELSAN)
- Play In Park : un complexe de loisir indoor

Et à proximité : 
- Le campus de la Doua
- Le Transbordeur
- La Cité internationale
- Le boulevard du 11 novembre 1918